# Coppa di Sierra Leone
La Sierra Leonean FA Cup è la coppa nazionale calcistica della Sierra Leone. Fondata nel 1967, è organizzata dalla federazione calcistica della Sierra Leone.

## Albo d'oro
- 1973 : East End Lions F.C. (Freetown) / 3-0 Wusum Stars (Bombali)
- 1978 : Bai Bureh Warriors (Port Loko)
- 1979 : Wusum Stars (Bombali)
- 1980 : East End Lions F.C. (Freetown)
- 1981 : Kamboi Eagles (Kenema)
- 1982 : Bai Bureh Warriors (Port Loko)
- 1983 : Mighty Blackpool (Freetown)
- 1984 : Old Edwardians Football Club (Freetown)
- 1985 : Kamboi Eagles (Kenema)
- 1986 : Real Republicans (Freetown)
- 1988 : Mighty Blackpool (Freetown)
- 1989 : East End Lions F.C. (Freetown)
- 1990 : Ports Authority (Freetown)
- 1991 : Ports Authority (Freetown)
- 1992 : Diamond Stars (Kono)
- 1994 : Mighty Blackpool (Freetown)
- 2000 : Mighty Blackpool (Freetown)
- 2001 : Old Edwardians Football Club (Freetown)
- 2002 : Non disputata
- 2007 : Kallon F.C. (Freetown)
- 2008-13 : Non disputata
- 2014 : Kamboi Eagles F.C. (Kenema) 1-1 (aet; 3-2 pen.) East End Lions F.C. (Freetown)[1]

## Titoli per squadra
| Club               | Titoli |
| ------------------ | ------ |
| Mighty Blackpool   | 7      |
| Old Edwardians     | 4      |
| East End Lions     | 4      |
| Ports Authority    | 3      |
| Kamboi Eagles      | 3      |
| Bai Bureh Warriors | 3      |
| Kallon             | 2      |
| Wusum Stars        | 1      |
| Diamond Stars      | 1      |
| Distrito de Kono   | 1      |
| King Tom Rovers    | 1      |
| Kakua Warriors     | 1      |